# Pirimidodiazepin sintaza
Pirimidodiazepin sintaza (EC 1.5.4.1, PDA sintaza, pirimidodiazepin:oksidovani-glutation oksidoreduktaza (otvaranje prstena, ciklizacija)) je enzim sa sistematskim imenom pirimidodiazepin:glutation-disulfid oksidoreduktaza (otvaranje prstena, ciklizacija). Ovaj enzim katalizuje sledeću hemijsku reakciju
pirimidodiazepin + glutation disulfid + H2O {\displaystyle \rightleftharpoons } 6-piruvoiltetrahidropterin + 2 glutation
Ova reakcije teče u reverznom smeru.

## Literatura
- Nicholas C. Price; Lewis Stevens (1999). Fundamentals of Enzymology: The Cell and Molecular Biology of Catalytic Proteins (Third изд.). USA: Oxford University Press. ISBN 019850229X.
- Eric J. Toone (2006). Advances in Enzymology and Related Areas of Molecular Biology, Protein Evolution (Volume 75 изд.). Wiley-Interscience. ISBN 0471205036.
- Branden C; Tooze J. Introduction to Protein Structure. New York, NY: Garland Publishing. ISBN 0-8153-2305-0.
- Irwin H. Segel. Enzyme Kinetics: Behavior and Analysis of Rapid Equilibrium and Steady-State Enzyme Systems (Book 44 изд.). Wiley Classics Library. ISBN 0471303097.

## Spoljašnje veze
- Pyrimidodiazepine+synthase на 